# Iglesia de San Saturnino (Coborriu de Bellver)
La iglesia de San Saturnino se encuentra en la entidad de población de Coborriu de Bellver perteneciente al municipio de Bellver de Cerdaña en la comarca de la Baja Cerdaña (España).

## Historia
Se encuentra documentada a finales del siglo X en el acta de consagración de la catedral de Santa María de Urgel. La iglesia fue consagrada bajo la advocación de sant Serni (san Serenín) por el obispo de Urgel, Pere Berenguer en el año 1137, quien nueve años más tarde hizo el acta de Dotalía, constituyéndola en cabeza parroquial y dotándola con la iglesia de Vilavedra. Con motivo de una plaga de peste se perdió totalmente esta población. En el año 1198 fue saqueada por los cátaros que se llevaron tres libros, ropas del párroco y todos los ornamentos.
También consta el incendio que padeció en el año 1793 por parte de los franceses.  La última profanación que sufrió fue durante la guerra civil española de 1936, quedando abandonada hasta su restauración en 1967.

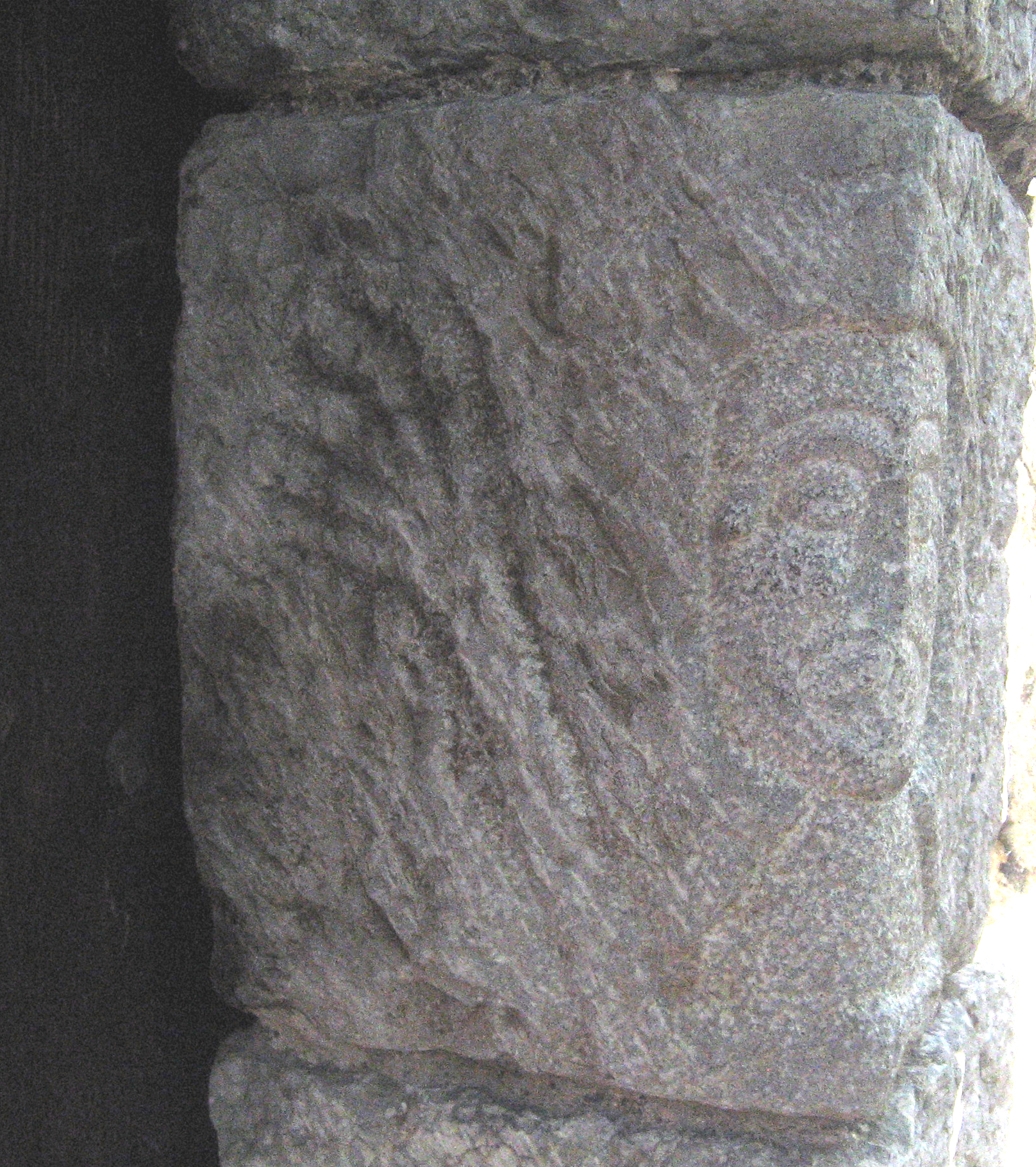
Orante de la puerta entrada de la iglesia.

## Edificio
Consta de una nave única rectangular,  muy alargada con  ábside semicircular y bóvedas de perfil ojival o apuntado de mitad del siglo XII. En el ábside se aprecian dos ventanas, una situada en la parte central y otra hacia el sudeste, con arco de tres dovelas estrechas y curvadas.
La nave posee una capilla lateral edificada en 1686 en el muro sur. En este lado se encuentra la puerta de entrada que en su montante derecho tiene grabado un busto de una imagen popular con la cabeza tapada con un gorro y los brazos en posición de oración.
Dispone de un campanario de espadaña de dos ojos, bajo el cual se encuentra un pequeño óculo.